# Kalijev permanganat
Kalijev permanganat se uporablja kot razkužilo v vodnih raztopinah 0,01 do 0,02%.

## Identifikacija snovi
Kalijev permanganat je brez vonja, črno-škrlatno-temno rumen kristalni prah s kemijsko formulo KMnO4. Kot dezinficient se uporablja v 0,01 do 0,02% vodni raztopini. Smrtni odmerek kalija je 10g.

## Lastnosti snovi
Snov je črno-škrlatno-temno rumen kristalni prah brez vonja, dekompozicija nastopi pri 240°C z izločanjem kisika, produkti so alkalni, ni gorljiv, ni nevarnosti eksplozije, relativna gostota je 1,45-1,6g/cm3, topen v vodi: pri 20°C 62,8; pri 65°C 250,0. Je močan oksidant, inkompatibilen z jodidi, reducirajočimi snovmi ter večino organskih substanc.

## Lastnosti
Kalijev permanganat je poznan pod sinonimom hipermangan, uporablja se v proizvodnji zdravil in kot kemijski reagent v kemijski industriji. Dobavljiv je pri legalnih dobaviteljih farmacevtskih substanc, npr. Lex d.o.o. O uporabljenih količinah je potrebno letno poročati Uradu za kemikalije RS.

### Nevarnosti za zdravje in fizične sposobnosti
- preparat ima močne oksidacijske lastnosti in se lahko vname ob kontaktu z gorljivimi snovmi.
- preparat je škodljiv pri akutni izpostavljenosti in predstavlja resno grožnjo pri vdihavanju ali kontaktu s kožo. V nižjih koncentracijah deluje adstringentno, v večjih pa korozivno. Povzroča vnetje kože.
- preparat je škodljiv pri akutni izpostavljenosti in predstavlja resno nevarnost za zdravje pri zaužitju. Povzroči globoke ulceracije sluznice. Ocenjena smrtna doza za kalij je 10g.

### Obstojnost in reaktivnost
- neprimerni pogoji: stabilen v normalnih pogojih.
- substance, katerih se izogibajte: izogibajte se kontakta z anorganskimi oksidacijskimi snovmi in kovinami v prahu.
- nevarne reakcije: v bližini ognja oddaja razjedajoč dim.
- produkti razpadanja: lahko ustvari toksične pline pri kontaktu s kislinami, alifatičnimi in aromatičnimi amini, karbamati, organskimi halogeniranimi snovmi, izocianati, organskimi sulfati, nitrati, organskimi fosfati in polimerizirajočimi snovmi. Lahko se vname pri kontaktu z drugimi snovmi.

## Toksikološki podatki
Akutna toksičnost
- TDLO oralno: 2400 mcg/kg/die GIT (ženska),
- DL 50 oralno: 1090 mg/kg (podgana),
- DLLO oralno: 700 mg/kg (zajec).

Kronična toksičnost
- DL 50 podkožno: 1090 mg/kg (podgana),
- DLLO endovenozno: 70 mg/kg (zajec).

## Ekotoksikološki podatki in odstranjevanje
Preparat uporabljajte z upoštevanjem dobrih delovnih navad in izogibajte se raztresanja v okolje.
V kolikor je mogoče, izdelek ponovno uporabite, sicer ga odpeljite v pooblaščene obrate za uničevanje ali v zgorevalnike z nadzorovanim zgorevanjem. Postopati skladno z veljavnimi lokalnimi in nacionalnimi predpisi (URL RS št.: 84/98 in 45/00, 104/00.

## Standardizacija raztopineKMnO4
Kalijev manganat(VII) je običajno onesnažen z MnO2 in ga ne moremo uporabiti kot primarni standard, zato ga moramo pred uporabo standardizirati. Raztopino KMnO4 pripravljamo vedno s prekuhano destilirano vodo (s tem se znebimo kisika). Tako pripravljano raztopino moramo v temi in na sobni temperaturi starati nekaj dni, nato pa iz raztopine odfiltrirati nastali MnO(OH)2. Šele tako pripravljeno raztopino lahko standardiziramo. Kot primarni standard običajno uporabimo natrijev oksalat Na2C2O4, ki ga moramo predhodno posušiti. Sušimo ga 1 uro na 110 °C. Reakcija poteka v kislem in pri povišani temperaturi (vroče titriramo pri 70-80 °C - stene erlenmajerice morajo biti orošene). Za nakisanje običajno uporabimo žveplovo(VI) kislino, razredčeno z vodo v razmerju 1:4. Pri titraciji raztopino KMnO4 nalijemo v bireto, raztopino natrijevega oksalata pa v erlenmajerico. Raztopino Na2C2O4 vroče titriramo s KMnO4 (aq) do obstojne rožnate barve (prva prebitna kapljica raztopine kalijevega permanganata obarva raztopino rahlo vijolično - tako določimo končno točko titracije). Barva naj bo obstojna vsak 20 sekund. Mn2+ ioni, ki nastajajo med titracijo, reakcijo katalizirajo, zato reakcija na začetku poteka počasneje, na koncu pa hitreje.
Standardizacija raztopine kalijevega permanganat je redoks titracija. KMnO4 je oksidant, Na2C2O4 pa reducent. Enačba kemijske reakcije:
2KMnO4 (aq) + 5Na2C2O4 (aq) + 8H2SO4 (aq)  →  2MnSO4 (aq) + K2SO4 (aq) + 10CO2 (g) + 8H2O (l) + 5Na2SO4 (aq)

Množinsko koncentracijo KMnO4 (aq) lahko izračunamo po formuli:
{\displaystyle c={\frac {2\cdot m}{5\cdot M\cdot V}}}
pri čemer je:
- c - množinska koncentracija raztopine kalijevega permanganata
- m - masa natrijevega oksalata
- M - molska masa natrijevega oksalata (134 g/mol)
- V - volumen porabljene raztopine kalijevega manganata(VII) pri titraciji